# Tragopa albifascia
Tragopa albifascia är en insektsart som beskrevs av William D. Funkhouser. Tragopa albifascia ingår i släktet Tragopa och familjen hornstritar. Inga underarter finns listade i Catalogue of Life.